# Prunus dulcis

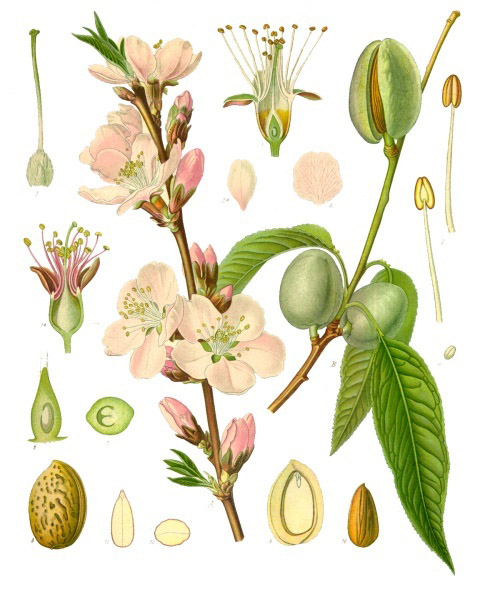
Prunus dulcis en Köhler's Medicinal Plants, 1887.

Prunus dulcis (syn. Prunus amygdalus), el almendro, es un árbol de la familia de las rosáceas. Hay dos variedades: Prunus dulcis var. dulcis se cultiva desde hace milenios para aprovechar sus semillas, las almendras, como alimento y como materia prima para obtener su aceite; y Prunus dulcis var. amara, el almendro amargo, que produce semillas que no pueden ser consumidas por su contenido en amigdalina, una sustancia tóxica.

## Descripción
Puede alcanzar hasta 10 m de altura, pero generalmente se mantiene entre los 5-8 m, y es más bajo mediante poda. Tienen una copa ancha y casi redondeada. La corteza de sus ramitas jóvenes es verde, se vuelve violácea donde recibe la luz solar directa; a partir del segundo año se vuelve gris, y se va oscureciendo progresivamente. Sus hojas son verdes de un tono claro, lisas, estrechamente lanceoladas, el limbo mide entre 5 y 12 cm de largo, con un pecíolo de 2,5 cm y el margen dentado y carentes de pelosidad, con nervios muy marcados. La foliación de las hojas se produce a principios de la primavera y la abscisión en otoño. Las olorosas flores tienen un pedicelo muy corto y presencia de numerosas brácteas rojizas o negruzcas. Estas son pentámeras, con cinco pétalos brillantes de color blanco o rosa, dependiendo de las variedades, estos, caen en pocos días. Generalmente aparecen a finales de invierno antes de la foliación

### Fruto

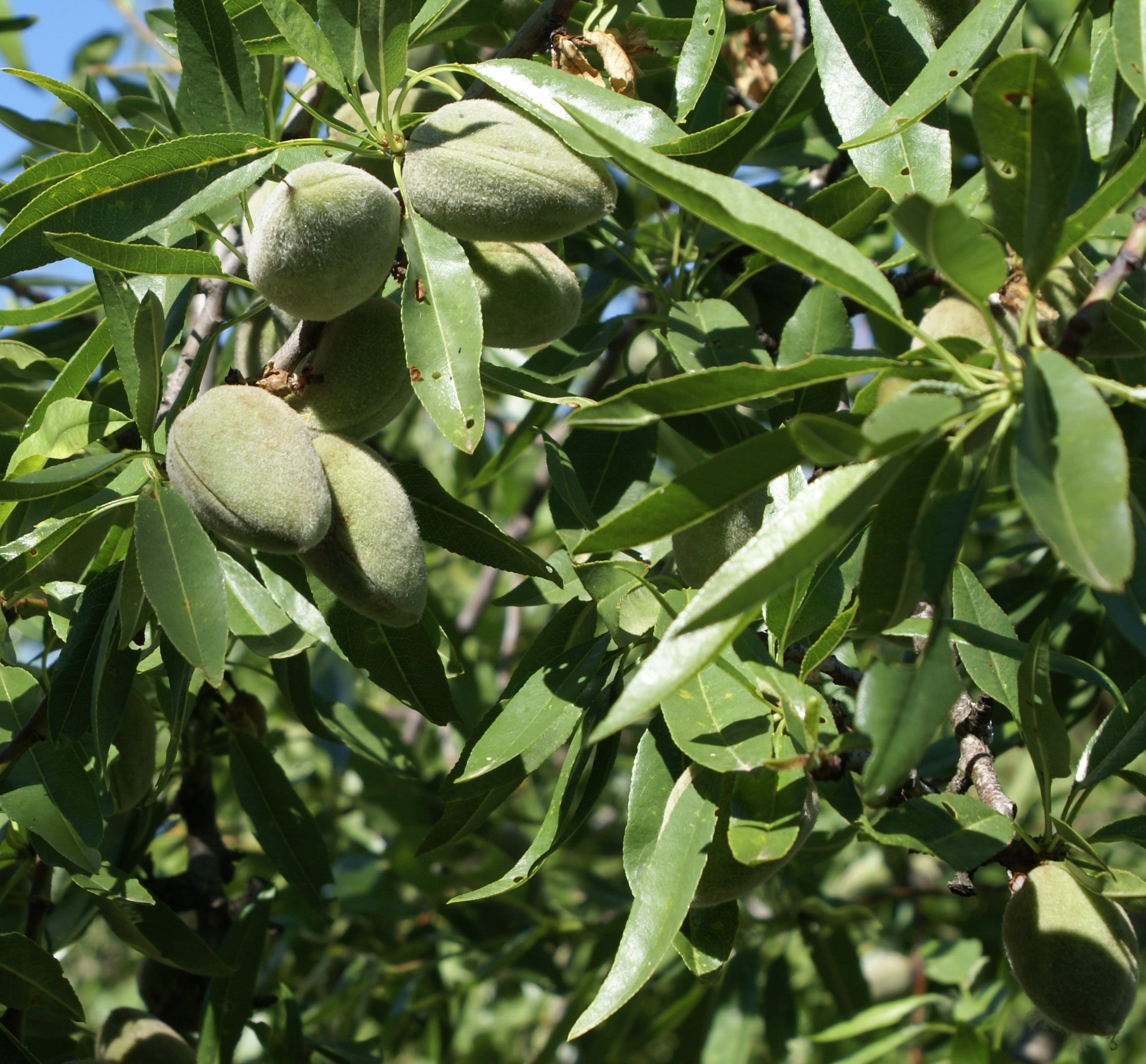
Almendras aún en el árbol.

El fruto del almendro es la almendra. Cuando está aún verde se le llama almendruco o alloza. Es una drupa, con exocarpio afieltrado y mesocarpio coriáceo, de color verde, que se abre en la madurez por una sutura lateral, dejando al descubierto el endocarpio, leñoso y con la superficie perforada por pequeños agujeros. Su medida es de 4 cm y fructifica a finales de verano. El proceso de maduración de las almendras se lleva a cabo en primavera, entre 7 y 8 meses después de florecer. Durante el verano la vaina se seca y se abre, finalmente, su recolección se produce entre los meses de agosto y septiembre.

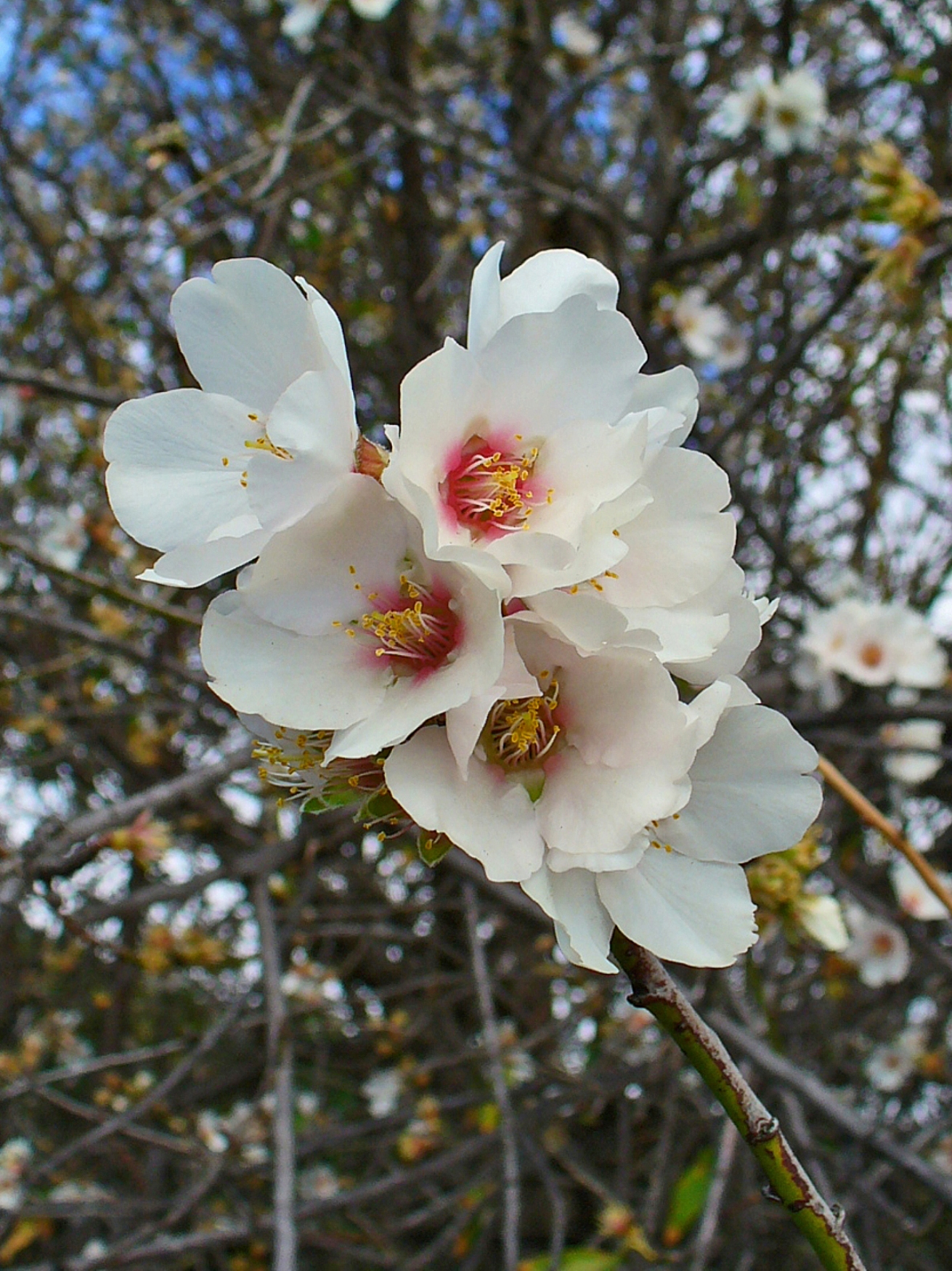
Flores

## Requerimientos edafoclimáticos
A diferencia de otras especies de Prunus, presenta requerimientos de mucho sol y luz  .Estos requerimientos varían entre 200 y 500 horas de calor, según las variedades cultivadas. El almendro es muy susceptible a las heladas primaverales, por lo que se beneficia con inviernos bien definidos. La mayoría de los almendros se cultivan en secano, sobre suelos sueltos con textura medio disgregada y arenosa. Su índice de humedad es de 0,25 a 0,50 y el de pluviosidad es de 225 a 450 P, es decir, tiene sequedad media. Puede estar a plena exposición de luz solar, sin embargo, no es resistente a fuertes vientos.

## Condiciones ambientales
En caso de proximidad al mar puede resistir en la 2.ª línea. Resiste la contaminación urbana pero no la industrial. Su altitud idónea de aplicación es de 200 a 600 m.

## Características ecofisiológicas
Su pH idóneo para el suelo es el  básico (7'5 a 8'5), no tolera la sal, en cambio, la cal si. Es pobre en humus.Tiene una rápida velocidad de crecimiento. Se suele reproducir por semilla o injerto, su época de trasplante es el otoño y tiene alta dificultad. Las enfermedades y plagas que puede ocasionar son insectos, hongos y bacterias.

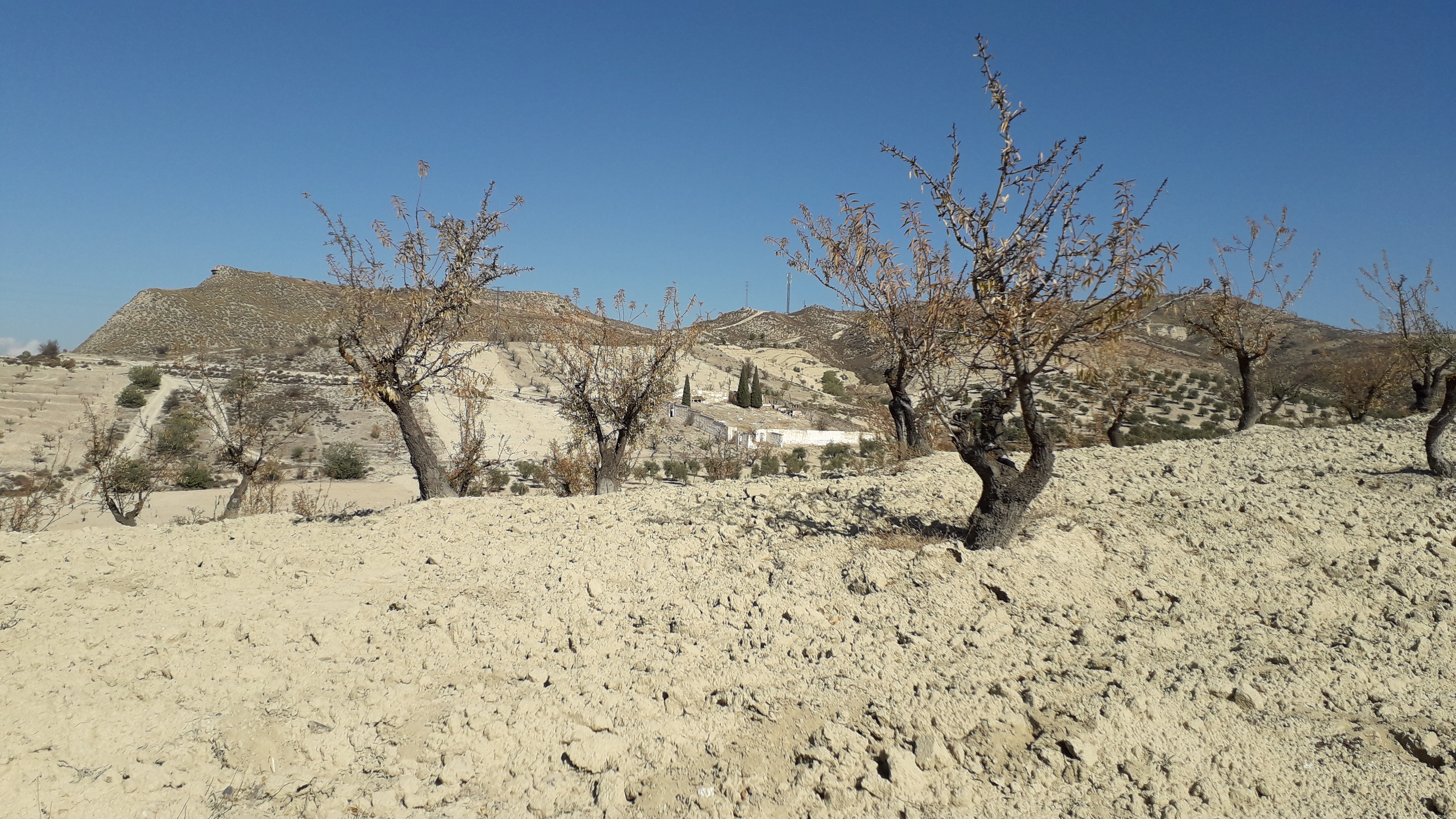
Almendros cerca de La Malahá. Granada

## Propagación
Se multiplica normalmente por injerto sobre patrones de algunas variedades de almendro (Garrigues) o sobre híbridos de melocotonero × almendro (GF677 y otros), el uso como patrón del almendro amargo ha caído en desuso, aunque fue utilizado durante muchos años por ser más resistente a la sequía y a los suelos calizos.
Los híbridos de almendro x melocotón muestran características destacadas como portainjertos para almendro. Existen además trabajos disponibles que valoran la aparición de nuevos portainjertos y variedades.
La gran mayoría de las variedades cultivadas hoy en día son autofértiles, el polen de una variedad puede polinizarse a sí misma. Por ello, ya no se hace necesaria la presencia de dos variedades distintas en las explotaciones.

## Producción mundial
| Principales productores de almendra (2018) (toneladas) | Principales productores de almendra (2018) (toneladas) |
| ------------------------------------------------------ | ------------------------------------------------------ |
| Estados Unidos                                         | 1.872.500                                              |
| España                                                 | 339.033                                                |
| Irán                                                   | 139.029                                                |
| Marruecos                                              | 117.270                                                |
| Turquía                                                | 100.000                                                |
| Italia                                                 | 79.801                                                 |
| Australia                                              | 69.880                                                 |
| Túnez                                                  | 66.733                                                 |
| Argelia                                                | 57.213                                                 |
| China                                                  | 49.879                                                 |
| Grecia                                                 | 38.352                                                 |
| Chile                                                  | 36.033                                                 |

Fuente
La producción en España se concentra en las Comunidades del litoral mediterráneo: Cataluña, Comunidad Valenciana, Baleares (Mallorca), Murcia, Andalucía y Aragón. España, como país productor, también es un gran consumidor de almendra, ya sea como aperitivo, como ingrediente o en la tradicional industria del turrón, mazapán y pastelería. El almendro es un árbol muy robusto que en la cuenca mediterránea puede vivir entre 60 y 80 años.

## Procedencia
El almendro cultivado procede, posiblemente, de hibridaciones interespecíficas entre ancestros silvestres del subgénero Amygdalus originarios de las regiones montañosas de Asia Central. P. fenzliana y P. kuramica son las especies candidatas más probables.

### En España
El almendro se cultiva en España desde hace más de 2000 años, probablemente introducido por los fenicios y posteriormente propagado por los romanos, ya que ambos lo hicieron motivo de comercio, como se ha comprobado por los restos hallados en naves hundidas. Su cultivo se estableció al principio en las zonas costeras, donde sigue predominando, pero también se ha introducido hacia el interior e incluso en las zonas del norte, donde el clima no le es muy favorable.
Actualmente, en España hay más de cien variedades, pero son cinco los tipos comerciales definidos y seleccionados entre las variedades de mayor calidad, que son Marcona, Largueta, Planeta, Comunas o Valencias y Mallorca. De estas variedades las nativas españolas son Marcona, Largueta y Planeta.

## Variedades cultivadas

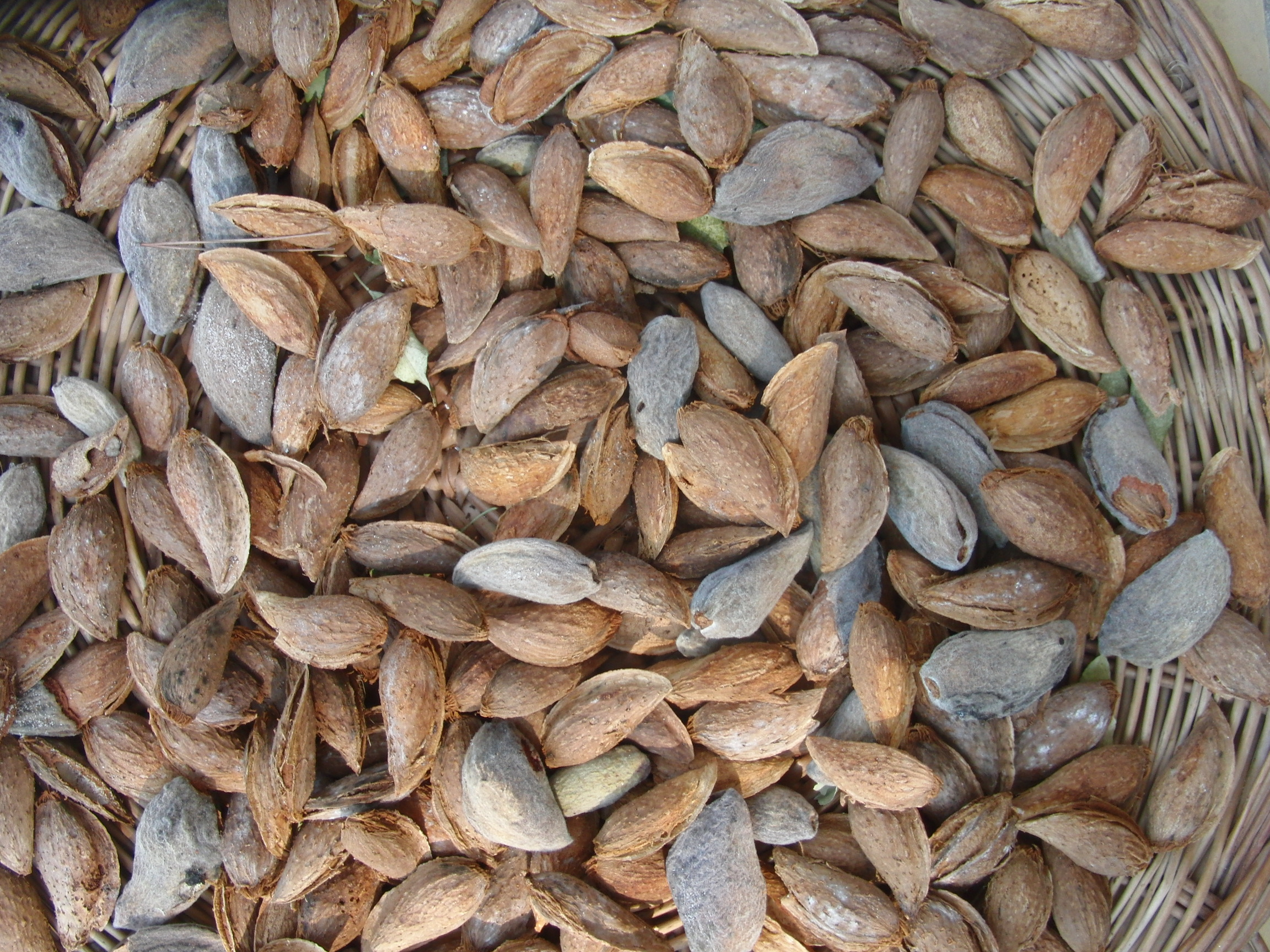
Almendra tipo 'Fita' de Ibiza.

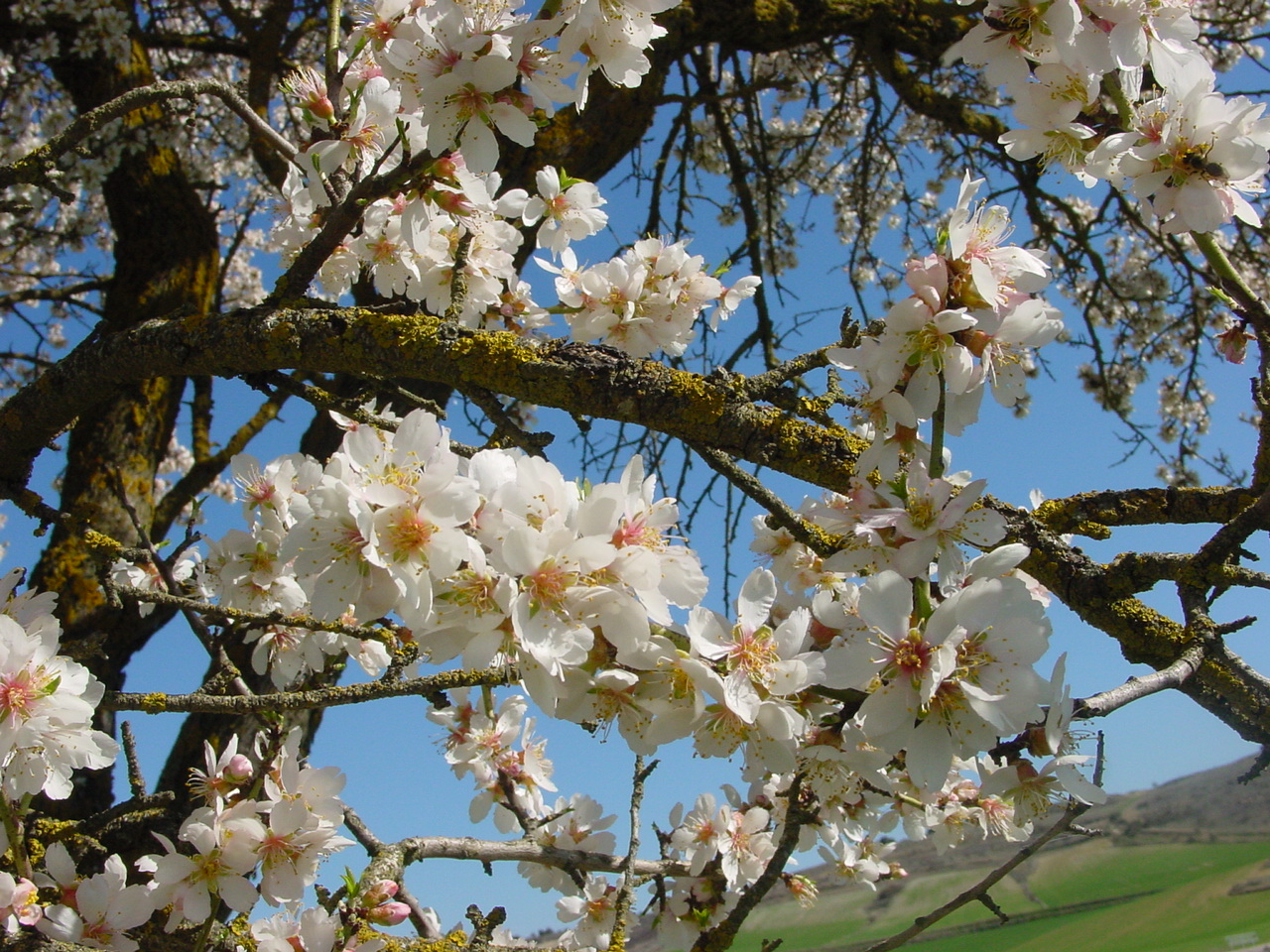
Flores de almendro.

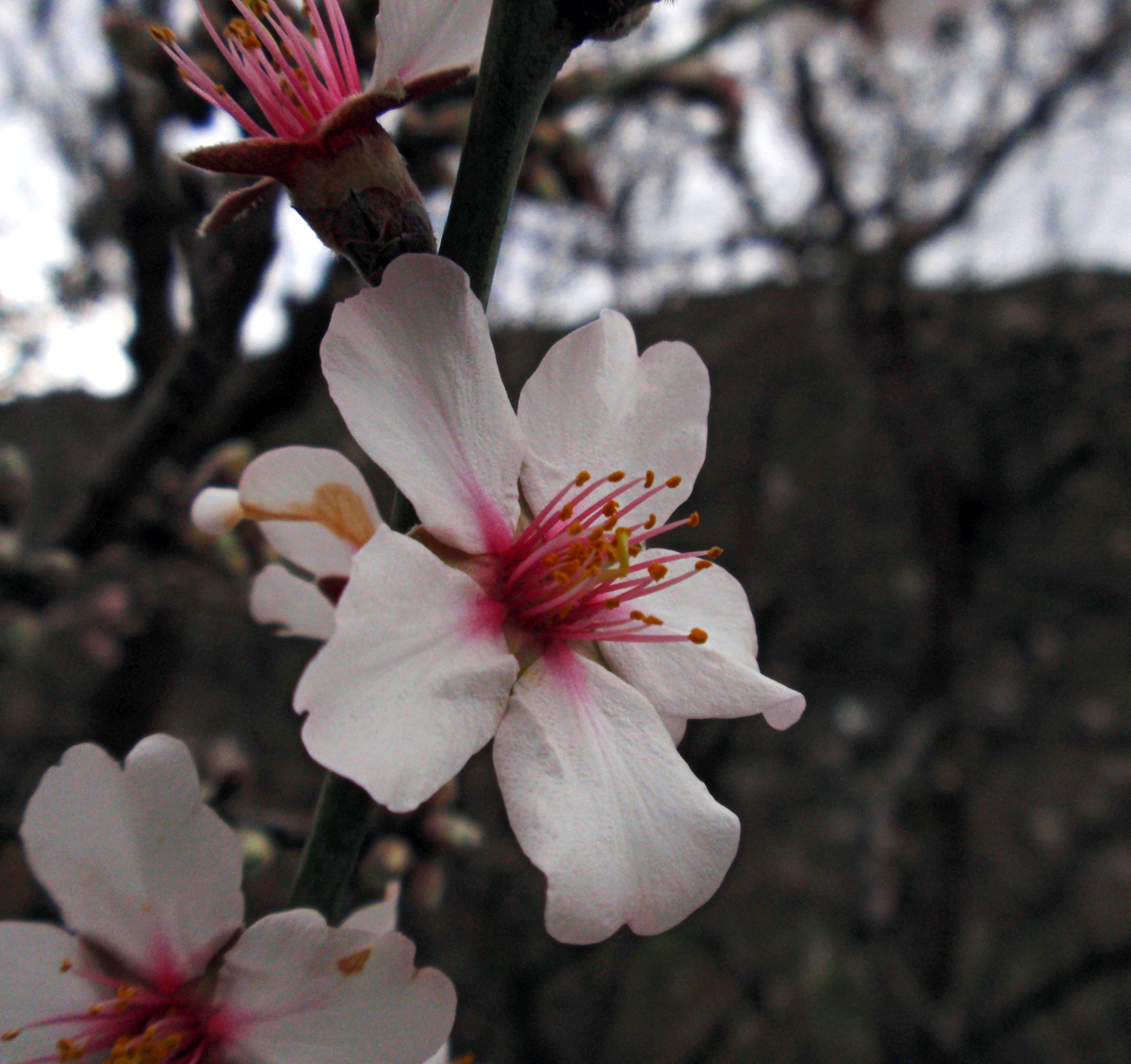
Flor del almendro

### Tradicionales
- Atocha: variedad española muy productiva y con almendra de calidad;
- Ayles: variedad de floración tardía y maduración de media estación;
- Valencias/Comunas: variedad española. Es el resultado de la mezcla entre otras clases almendras como la propia marcona, la Cristomorto, Ferranduel y Ferragnes. Autofértil y de floración tardía;[17][18]
- Cristomorto: variedad italiana de floración tardía y maduración media;
- Desmayo Largueta: variedad española precoz, de frutos alargados y planos;
- Desmayo rojo: variedad española de floración temprana;
- Ferraduel: variedad francesa de floración tardía, muy productiva;
- Ferragnès: variedad francesa muy vigorosa y productiva de floración tardía;
- Garrigues: variedad muy vigorosa. Fruto pequeño redondeado y semilla pequeña;
- Guara: variedad de floración tardía y maduración temprana; autofértil;
- Marcona: de floración tardía, utilizada para industria por la forma regular de su fruto;
- Mollar: variedad de cáscara blanda;
- Moncayo: variedad de floración tardía;
- Nonpareil: variedad de floración semiprecoz;
- Planeta: variedad española de floración temprana y prolongada;
- Tuono: variedad italiana  de floración tardía.

### Registradas

#### Obtenidas porCEBAS-CSICen Murcia (España)
- Antoñeta (R): variedad de floración tardía y autofértil;
- Marta (R): variedad de floración tardía y autofértil;
- Penta (cov): variedad de floración extratardía y autofértil, 10–20 después que ferragnes;
- Tardona (cov): variedad de floración extratardía y autofértil, 15–30 después que ferragnes.

#### Obtenidas porCITAen Zaragoza (España)
- Belona (R): variedad de floración tardía y autofértil, pepita parecida a Marcona;
- Soleta (R): variedad de floración tardía y autofértil, pepita parecida a Largueta.

## Principales plagas
- Anarsia lineatella, un lepidóptero cuya larva se alimenta de los frutos inmaduros y de los ramos del año, desecándolos.
- Orugueta (Aglaope infausta). Larva de un lepidóptero que se alimenta de las hojas cuando estas comienzan a brotar.
- Polilla defoliadora (Malacosoma neustria Linnaeus). Otro lepidóptero, se alimenta de hojas jóvenes, yemas y brotes.
- Pulgones (Myzus persicae Sulz; Brachycaudus helichrysi Kalt; Brachycaudus amygdalinum Smith; Hyalopterus pruni Geoffr.; Hyalopterus amyddali B.). Brotes y las hojas que se enrollan y deforman.
- Barrenillos (Scolytus amygdali Guer, Scolytus mali B.). coleópteros que excavan galerías debajo de la corteza.
- Antónomos (Anthonomus amygdali Hust, Anthonomus gentili). Pequeños coleópteros que atacan las yemas de flor.
- Cochinillas (Aspidiotus perniciosus Comst, Diaspis pentagona Targ, Parlatoria oleae Colvée,. Reducen el vigor de los almendros.
- Tigre del almendro (Monosteira unicostata). Es un hemíptero que ocasiona graves daños. Se desarrollan en gran número y pueden llegar a producir grandes defoliaciones, lo que debilita enormemente los árboles.
- Gusano cabezudo (Capnodis tenebrionis). Las larvas de este coleóptero atacan las raíces de los árboles pudiendo ocasionarles la muerte.

## Taxonomía
Prunus dulcis fue descrita por Philip Miller como Amygdalus dulcis en 1768, y luego atribuido al género Prunus por David Allardyce Webb y publicado en Feddes Repertorium, 74(1–2): 24, en el año 1967.
BasónimoPrunus amygdalus Batsch, 1801 non Stokes, 1812
Sinonimia
- Amygdalus amara  (L. ex C.F.Ludw.) Hayne
- Amygdalus communis [a] dulcis Borkh.
- Amygdalus communis subvar. amara (L. ex C.F.Ludw.) Rouy & E.G.Camus
- Amygdalus communis subvar. dulcis (DC.) Rouy & E.G.Camus
- Amygdalus communis subvar. macrocarpa (Poit. & Turpin) Rouy & E.G.Camus
- Amygdalus communis var. amara L. ex C.F.Ludw.
- Amygdalus communis var. dulcis (Borkh.) Borkh.
- Amygdalus communis var. dulcis DC. in Lam. & DC.
- Amygdalus communis var. fragilima Ficalho & Cout.
- Amygdalus communis var. fragilis Borkh. ex Ser. in DC.
- Amygdalus communis var. fragilis Pers.
- Amygdalus communis var. macrocarpa (Poit. & Turpin) Ser. in DC.
- Amygdalus communis var. ossea Gren. in Gren. & Godr.
- Amygdalus communis var. sativa (Mill.) Du Roi
- Amygdalus communis L.
- Amygdalus dulcis Mill.
- Amygdalus elata Salisb.
- Amygdalus fragilis Borkh.
- Amygdalus macrocarpa Poit. & Turpin in Duhamel
- Amygdalus sativa Mill.
- Druparia amygdalus Clairv.
- Prunus amygdalus var. amara (L. ex C.F.Ludw.) Focke in W.D.J.Koch
- Prunus amygdalus var. dulcis (DC.) Koehne
- Prunus amygdalus var. fragilis Borkh. ex Focke in W.D.J.Koch
- Prunus amygdalus var. macrocarpa (Poit. & Turpin) Bean
- Prunus amygdalus var. sativa (Mill.) Focke in W.D.J.Koch
- Prunus amygdalus Batsch non Stokes
- Prunus communis f. amara (L. ex C.F.Ludw.) C.K.Schneid.
- Prunus communis f. dulcis (DC.) C.K.Schneid.
- Prunus communis f. macrocarpa (Poit. & Turpin) C.K.Schneid.
- Prunus communis subsp. fragilis Arcang.
- Prunus communis subvar. amara (L. ex C.F.Ludw.) Asch. & Graebn.
- Prunus communis subvar. sativa (Mill.) Asch. & Graebn.
- Prunus communis var. fragilis (Borkh. ex Focke) C.K.Schneid.
- Prunus communis (L.) Arcang.
- Prunus dulcis var. amara (L. ex C.F.Ludw.) Buchheim in Zander
- Prunus dulcis var. amara (L. ex C.F.Ludw.) H.E.Moore
- Prunus dulcis var. dulcis (Mill.) D.A.Webb
- Prunus dulcis var. fragilis (Borkh. ex Focke) Buchheim in Zander[20][21][22]

## Nombres comunes
- Español: alloza, allozo, almendolero, almendra, almendrera, almendrero, almendrón, almendro, almendrolero, almendrucal, almendruco, almendrugal, amelé, amella, amendoeira, armendolero, arzolla, ayosa, azollo.[20]